# 北海道道701号登别港线
北海道道701号登别港线（日语：北海道道701号登別港線）是一条连结北海道登别市以及登別市和白老郡白老町的普通道级道路（北海道道）。

## 道路概况
- 起点：北海道登別市登別港町（登別港）
- 終点：北海道白老郡白老町虎杖滨、北海道登別市富浦町4丁目
- 总距离：3.6千米

## 经过的自治体
- 胆振综合振兴局
  - 登別市
  - 白老郡白老町

## 主要连接道路
- 国道36号（虎杖滨終点、富浦町終点）

## 历史
- 1971年（昭和46年）3月31日 - 路線勘定（北海道告示第1000号）
- 1995年（平成7年）4月11日 - 路線延長認定（北海道告示第548号）

## 沿線
- JR北海道 富浦站

## 別名
- 登別海岸通

## 隧道
- 蘭法華隧道（117米）